# Papa Bento IV
Bento IV foi 117º Papa entre 900 e 903. Natural de Roma, mas cuja data de nascimento é ignorada, foi escolhido em 1 de fevereiro como sucessor de João IX (898-900).
Apesar de bem intencionado, lutou infrutiferamente contra a corrupção e degradação dos costumes do seu tempo, pontificando em meio a uma corrupção generalizada, ódios, intrigas e injustiças. Filho de um homem chamado Mamalus, teve condições financeiras de receber uma boa educação e se dedicar a carreira eclesiástica. Foi eleito papa diante de uma conjuntura totalmente desfavorável. Soube conservar a integridade da Santa Sé e buscou o caminho da justiça. Durante seu pontificado teve que enfrentar situações que requeriam capacidades que ele não possuía. Os húngaros invadiram o norte da Itália e os sarracenos, depois de cruzarem toda a Europa, invadiram o sul da península. Sem socorro militar o Papa e Roma ficaram praticamente indefesos. 
Em meio à corrupção generalizada, conservou a integridade da Santa Sé e consagrou Ludovico de Borgonha imperador de Roma. Papa de número 117, morreu em julho, em Roma e foi sucedido pelo Papa Leão V.
Foi mais um outro Bento romano e foi eleito para chefiar a Igreja pela sua generosidade e seu zelo pelo bem público, qualidades morais que foram mencionadas pelo historiador Frodoard, seu contemporâneo.